# Сысоев, Пётр Акимович
Пётр Аки́мович Сысо́ев (1921—1970) — старший сержант Рабоче-крестьянской Красной Армии, участник Великой Отечественной войны, Герой Советского Союза (1946).

## Биография
Родился 15 июля 1921 года в селе Логиново Екатеринбургского уезда Екатеринбургской губернии (ныне — Белоярский район Свердловской области).
После окончания шести классов школы работал слесарем на одном из свердловских заводов. В 1940 году Сысоев был призван на службу в Рабоче-крестьянскую Красную Армию. С начала Великой Отечественной войны — на её фронтах.
К апрелю 1945 года старший сержант Пётр Сысоев был помощником командира взвода 902-го стрелкового полка (248-й стрелковой дивизии, 9-го стрелкового корпуса, 5-й ударной армии, 1-го Белорусского фронта). Отличился во время Берлинской операции. 17-29 апреля 1945 года Сысоев лично уничтожил несколько огневых точек и большое количество вражеских солдат и офицеров, сам получил ранение, но остался в строю.
Указом Президиума Верховного Совета СССР от 15 мая 1946 года старший сержант Пётр Сысоев был удостоен высокого звания Героя Советского Союза с вручением ордена Ленина и медали «Золотая Звезда».
Был также награждён орденами Богдана Хмельницкого 3-й степени (16.06.1945) и Красной Звезды (15.03.1945), рядом медалей, в том числе медалью «За отвагу» (06.03.1943).
В 1946 году Сысоев был демобилизован. Проживал в Свердловске, работал начальником хозяйственного цеха завода резиновых технических изделий.
Скончался 14 февраля 1970 года, похоронен на Широкореченском кладбище Екатеринбурга.

## Память
В поселке Белоярский Свердловской области установлен бюст.